# Ретрием
«Ретрием» — российская пауэр-метал-группа.
На счету группы два студийных альбома: «Иди к судьбе» (2004 год) и «Белый город» (2009 год).
Музыка группы представляет собой классический скоростной пауэр-метал в традициях Stratovarius, Rhapsody, Sonata Arctica и отличается особой мелодичностью.

## История

### 2002—2009
Группа Ретрием была основана в 2002 году гитаристом Павлом Чухрой, являющимся бессменным лидером коллектива, автором музыки и текстов.
В результате длительного процесса формирования состава на момент выпуска дебютного альбома в группе играли:
- Павел Чухра — гитара (ex-Ruthless Order)
- Михаил Карпов — бас (Ruthless Order)
- Алексей Карпов — гитара
- Антон Панов — клавишные
- Алексей Тышкевич — вокал (Натиск)
- Евгений Хрушталь — барабаны

После выпуска альбома группа дает большое количество концертов, заслуживая репутацию одной из самых ярких «живых» групп среди пауэр-метал коллективов России.
В 2008 году группа одерживает победу в конкурсе Времена на Стали и выступает на фестивале в Кузьминках «Измени своё завтра».
В составе группы в период между выпуском первого и второго альбомов играли многие музыканты московской металлической сцены, участвовавшие в других известных проектах, таких как Колизей, Eclipse Hunter, Ruthless Order, Натиск, Цезарь, Троя, DeadXheaD, Маврин.

### 2009 — настоящее время
На момент выхода альбома «Белый город» состав группы после ряда перестановок стабилизировался:
- Павел Чухра — гитара (экс-Ruthless Order)
- Алексей Карпов — гитара
- Иван Горшков — бас
- Расул Салимов — клавишные (Асферикс, Цезарь)
- Григорий Стрелков — вокал (Асферикс)
- Вячеслав Стосенко — барабаны

Альбом получил высокие оценки за качество материала и исполнения, в частности за работу вокалиста Григория Стрелкова, а также выразительные мелодии и аранжировки.
На втором альбоме в музыке группы становится заметным больший уклон в сторону progressive metal.
В работе над «Белым городом» также принимали участие гостевые музыканты:
- Андрей Лобашев — Arida Vortex , Ольви
- Алексей Тышкевич — Натиск

В начале 2010 года в группе произошли изменения в составе. Вместо Алексея Карпова играет Руслан Мермович, а место за барабанами занял Александр Овчинников.
В настоящее время группа ведет активную концертную деятельность и работает над материалом к третьему полноформатному альбому.
В сентябре 2010 года место вокалиста занимает Роман Кречетов.
Состав на сентябрь 2010 года:
- Роман Кречетов — вокал
- Павел Чухра — гитара
- Руслан Мермович — гитара
- Иван Горшков — бас-гитара
- Расул Салимов — клавишные
- Александр Овчинников — барабаны

24 сентября 2010 года стало известно, что Ретрием исполнит кавер-версию композиции «Король дороги» группы Ария на трибьют-альбоме «A Tribute to Ария. XXV».
18 августа на официальном сайте было объявлено, что на место ушедшего вокалиста Романа Кречетова вернулся в группу Илья Коровкин, уже певший в группе в 2007 году.
20 сентября 2011 года стало известно, что Ретрием исполнит кавер-версию композиции «Здесь и сейчас» группы Чёрный Обелиск, которая вошла в трибьют-альбом «A Tribute to Чёрный Обелиск. XXV», вышедший в 2012 году.
В октябре 2012 года в свет выходит новый сингл группы под названием «Зверь». Данная работа отличается от того что группа делала до этого. Структура песен стала сложнее как с точки зрения инструментальной части, так и со стороны вокала. Сингл получил отличные отзывы как поклонников, так и критиков. Конец года группа отметила мощнейшим разогревом интернационального power metal секстета Dragonforce.
Зимой 2013 года Ретрием приступили к съемкам первого видеоклипа в истории группы.
Состав на 2013 год:
- Вокал — Илья Коровкин
- Гитара — Павел Чухра
- Гитара — Руслан Мермович
- Бас-гитара — Михаил Карпов
- Клавишные — Илья Павлов
- Барабаны — Александр Овчинников

В ноябре 2018 года в свет выходит новый EP группы под названием «As long as life». В этот раз группа решила отойти от родного языка в песнях. Это полностью англоязычная работа. Все тексты были написаны поэтессой Надеждой Князевой в соавторстве с Ильей Коровкиным. 
В поддержку  релиза был выпущен клип на заглавную песню.
Состав на 2020 год:
- Вокал — Илья Коровкин
- Гитара — Иван Кузнецов
- Гитара — Руслан Мермович
- Бас-гитара — Василий Богданов
- Барабаны — Александр Овчинников

## Другие проекты участников
- Вячеслав Стосенко играет в группе Анахата. Ранее принимал участие в группах Arida Vortex, Чёрный кузнец, Андем, The Arrow, Shadow Host.

## Дискография

### Альбомы

#### Иди к судьбе (2004 год)
- Изгой
- Проклятие
- Шоссе
- Смерть за смерть
- Дай мне шанс
- Снова в бою
- Зачем был создан этот мир?
- Иди к судьбе
- Ливень
- Одинокие волки

#### Белый город (2009 год)
- Интро
- Ангел
- Пустота
- Мой мир
- Сон
- Я не вернусь
- За горизонт
- Ступить за грань
- Сто дорог
- Зеркало пороков
- Белый город

+ Bonus Track
- Сомнения прочь

### Зверь ЕР (2012 год)
- Зверь
- Беглец
- Ливень

### As Long As Life EP (2018 год)
- As long as life
- My Enemy
- Lost in the shadows
- A sorrow that never ends

### Кавер-версиипесен
| №  | Название           | Альбом                           | Год  | Автор          |
| -- | ------------------ | -------------------------------- | ---- | -------------- |
| 1. | Король дороги      | A Tribute to Ария. XXV           | 2010 | Ария           |
| 2. | Здесь и сейчас     | A Tribute to Чёрный Обелиск. XXV | 2011 | Чёрный обелиск |
| 3  | Свет дневной иссяк | Tribute to Маврин. XV            | 2013 | Сергей Маврин  |